# 第7艦隊 (イスラエル海軍)
第7艦隊 (英語: Shayetet 7, ヘブライ語: שייטת 7)は、イスラエル海軍に所属する潜水艦部隊である。所在地はハイファ海軍基地。

## 概要
イスラエル海軍を構成する主要部隊の一つであり、公式には本部隊の任務は「敵艦艇の撃破、港湾入口の制圧、秘密諜報活動の実施、戦闘中の他部隊の支援」であるとされている。ただし、第7艦隊が運用する5隻（2024年11月時点）のドルフィン級潜水艦には核弾頭を搭載した巡航ミサイル「ポパイ・ターボ」の運用能力があるという見方もあり、その任務には戦略パトロール（核抑止哨戒）が含まれているともいわれている。
現在の指揮官は、2024年9月4日に着任したY大佐である。前任は3年間在任していたA大佐で、いずれも正確な名前と顔写真は公表されていない。

## 運用史

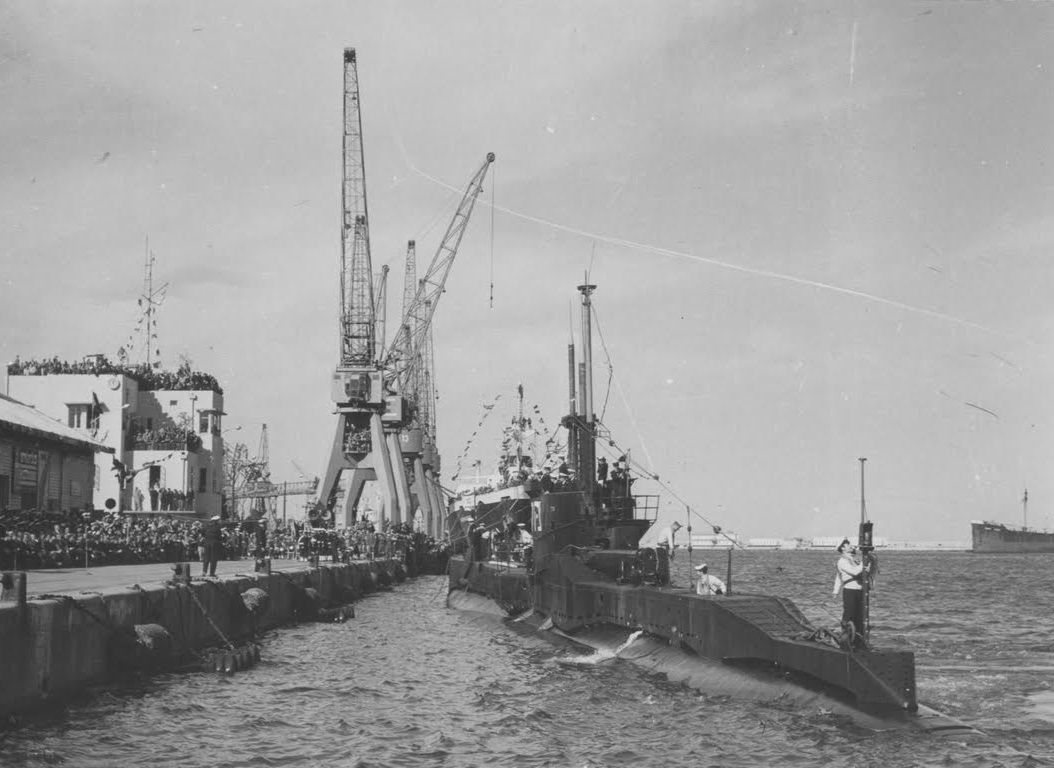
S級潜水艦「ラハヴ」

1959年4月1日、イギリスから取得した2隻のS級潜水艦「タニン」「ラハヴ」とともに、ヨセフ・ドロール中佐によって設立された。タニンは同年12月16日にイスラエルに到着し、ラハヴの到着はその数か月後であった。
1967年、タニンは第三次中東戦争で「アレクサンドリア作戦」に従事し、フロッグマンをエジプトのアレクサンドリア港に潜入させた。艦長のアブラハム・ドロール少佐は勇気勲章を授与された。

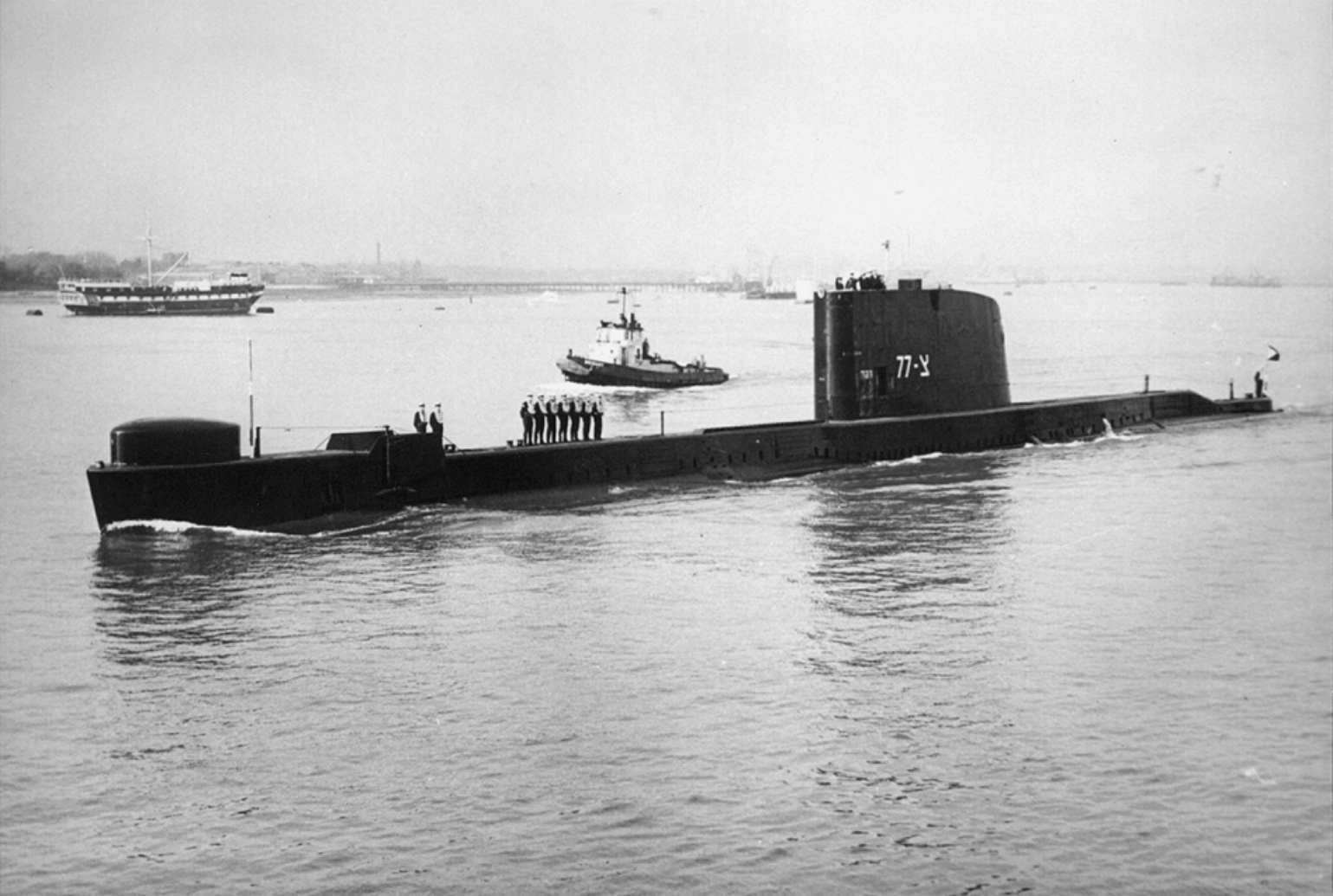
消息不明となったT級潜水艦「ダカール」

1967年から1968年にかけて、イギリスからT級潜水艦3隻（「レヴィアタン」「ダカール」「ドルフィン」）を取得した。しかし1968年1月25日、乗員69名を乗せてイスラエルに輸送途中だった「ダカール」が消息不明となった。同艦の残骸は、1999年にキプロス島とクレタ島の間の水深3,000mの海底で発見された。

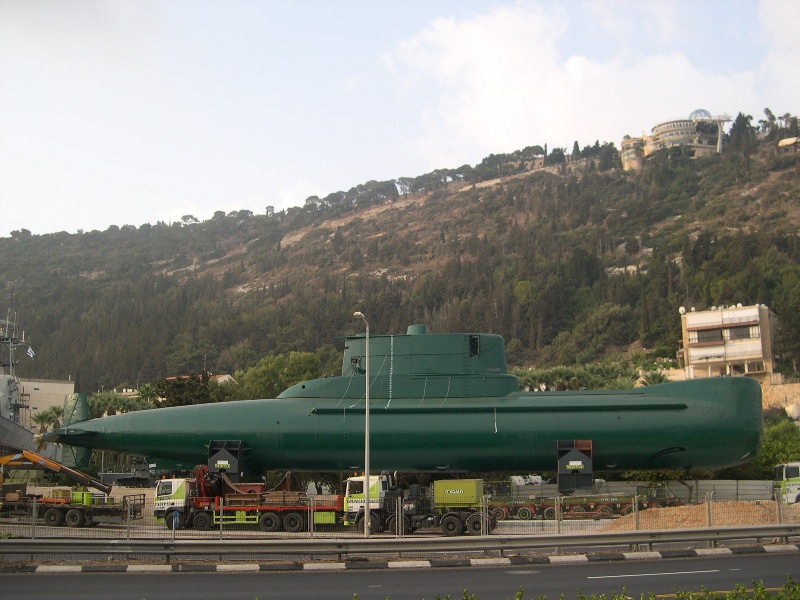
ガル級潜水艦「ガル」

1976年6月から1977年12月にかけて、イギリスで建造されたガル級潜水艦3隻が就役した。
レバノン内戦中の1982年6月、レバノンからの難民を乗せた民間船に対して、テロリストを乗せていると誤認したイスラエル潜水艦が雷撃を行い、民間人25人が死亡した。

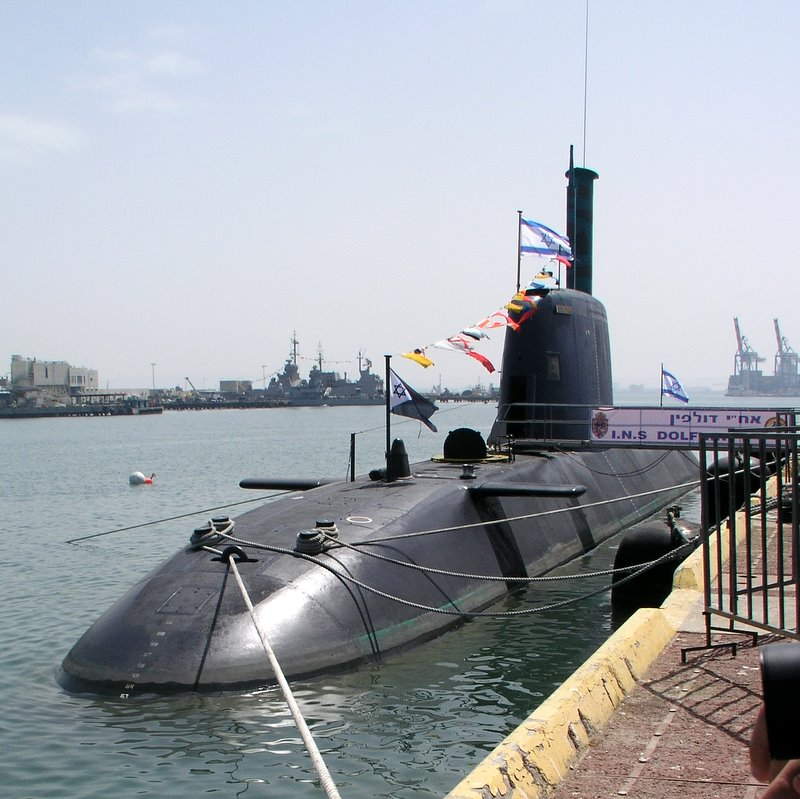
ドルフィン級潜水艦「ドルフィン」

1999年3月から2000年7月にかけて、ドイツで建造されたドルフィン級潜水艦3隻が就役した。
シリア内戦中の2013年7月5日に実施された、シリアのラタキアにある武器庫への攻撃について、攻撃はイスラエル潜水艦からの巡航ミサイルによるものだとする報道がある。
2012年から、AIP機関を搭載したドルフィン級の改良型（ドルフィンII型）3隻の就役が開始された。
2019年7月の艦隊創立60周年記念式典で、海軍司令のエリ・シャヴィト中将は、それまで艦隊が出した76名の殉職者について触れた。
2024年6月、ヒズボラはハイファ海軍基地上空に無人機を飛行させ、基地施設や第7艦隊に所属する複数の艦艇の撮影に成功したと発表した。

## 所属艦艇
- ドルフィン級潜水艦×5隻[4]